# شهرستان تاشتاگولسکی
شهرستان تاشتاگولسکی (به لاتین: Tashtagolsky District) یک شهرستان در روسیه است که در استان کمروو واقع شده‌است.